# Frecuencia de radio de 500 kilohercios
De manera temprana en el siglo XX, la frecuencia de radio de 500 kilohercios (500 kHz) ha sido una frecuencia internacional de socorro y llamada para las comunicaciones marítimas en código Morse. La unidad kHz no fue introducida sino hasta 1960. Para brindar más datos sobre su historia, a la frecuencia internacional se la refería por su equivalente de longitud de onda, 600 m, o usando el nombre de la anterior unidad de frecuencia, 500 kilociclos [por segundo] o 500 kc/s.

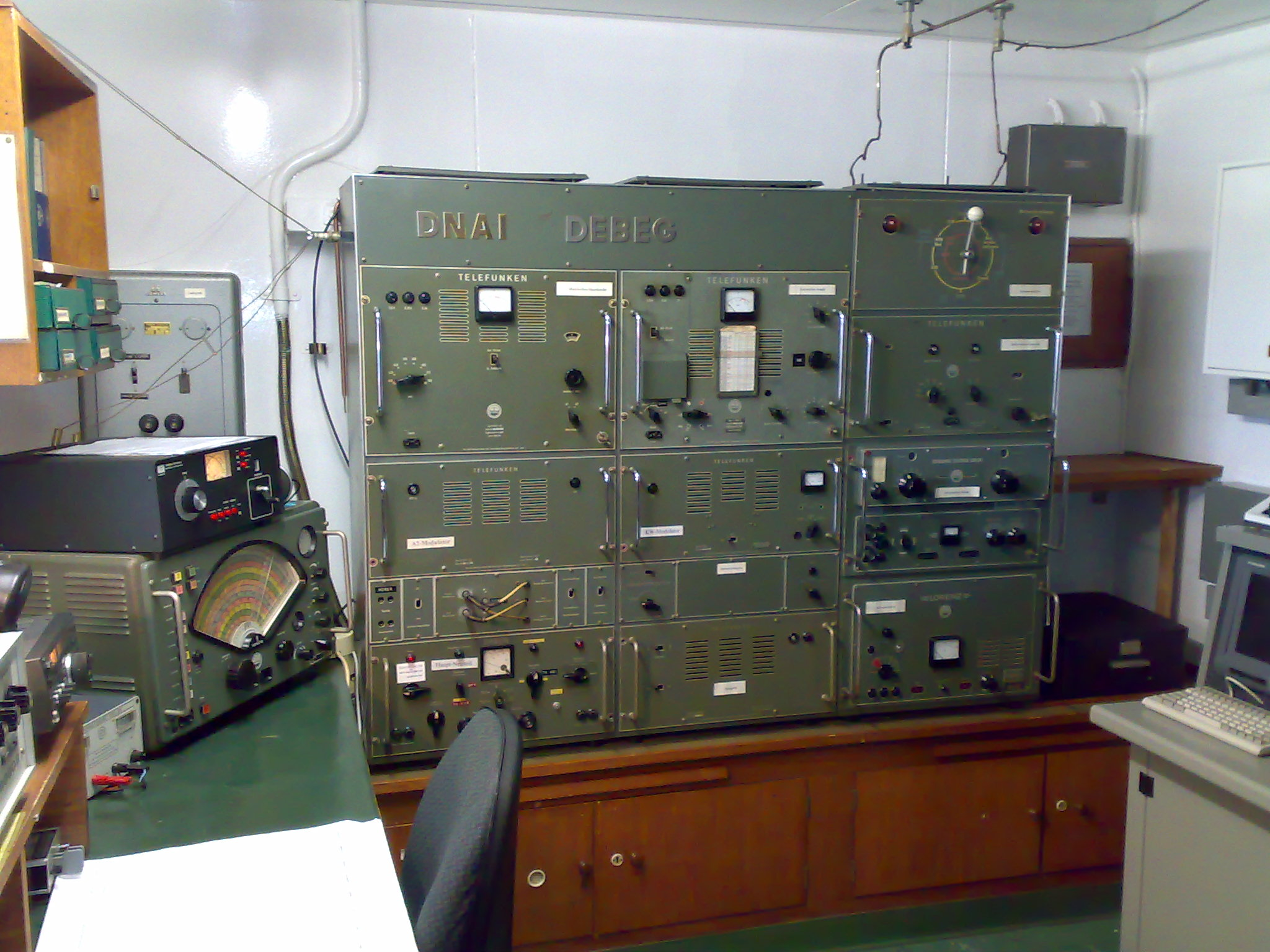
WT Station M/S Cap San Diego Rufzeichen DNAI.

El servicio de guardacostas de Estados Unidos, y sus servicios equivalentes de otras naciones, usualmente mantenían guardias de 24 horas sobre esta frecuencia dedicando a ellas calificados operadores. Muchas llamadas de SOS y emergencias médicas en el mar fueron encaminadas por aquí hasta finales de los años 80. Sin embargo, a causa de la reciente desaparición del uso comercial del Código Morse, esta frecuencia es raramente utilizada. Particularmente el tráfico de emergencia en 500 kHz ha sido casi completamente reemplazado por el sistema mundial de socorro y seguridad marítimos (SMSSM) a comienzo de los años 90, por ello la mayoría de las naciones finalizaron el monitoreo de las transmisiones en 500 kHz, y China, el último usuario oficial, dejó de hacerlo en 2006. Las frecuencias vecinas de 518 y 490 kHz son utilizadas por el NAVTEX que resulta un componente del SMSSM. A partir de lo expuesto existieron propuestas de destinar la frecuencia de 500 kHz o cercanas a ella para el uso del servicio de radioaficionados.

## Adopción inicial
Las normativas estandarizadas para el uso de 500 kHz aparecieron en la segunda Convención Internacional Radiotelegráfica de Berlín, la cual fue rubricada el 3 de noviembre de 1906 y fueron aplicadas de manera efectiva a partir del 1 de julio de 1908. La segunda Regulación de Servicios conformada en esta Convención designó 500 kHz como uno de los estándares de frecuencias a ser empleado por estaciones costeras, especificando que «Dos largos de ondas, uno de 300 m [1 Mc/s] y el otro de 600 m, están autorizados para el servicio público general. Todas las estaciones costeras abiertas a este tipo de servicio deberán utilizar uno u otro de estas dos longitudes de onda». (Estas regulaciones también especificaban que las estaciones de barco normalmente usaban 1 MHz).

## Políticas ampliadas
Los estándares internacionales para el uso de 500 kHz fueron ampliados por la Tercera Convencional Internacional Radiotelegráfica, la cual fue realizada luego del hundimiento del RMS Titanic.  Esta Convención, celebrada en Londres, produjo un acuerdo el cual fue rubricado el 5 de julio de 1912, entrando en vigencia de manera efectiva el 1 de julio de 1913.
Las Regulaciones de Servicios surgidas de la Convención de 1912, establecieron 500 kHz como la frecuencia primaria (NdelT: o prioritaria) para las comunicaciones hacia el mar, mientras que la frecuencia estándar de buques fue cambiada de 1000 a 500 kHz, adoptando el estándar de las estaciones costeras. La comunicación generalmente fue llevada a cabo en Código Morse, utilizando inicialmente transmisores a chispa. La mayoría de los contactos bilaterales fue iniciado en esta frecuencia, aunque una vez establecidos las estaciones participantes podían cambiar a otra frecuencia para evitar la congestión en 500 kHz. Para facilitar las comunicaciones entre operadores que hablaban diferentes lenguas, fueron incluidas abreviaturas estandarizadas incluyendo un grupo del «Código Q» especificado en las Regulaciones de Servicio de 1912.
El artículo XXI de las Regulaciones de Servicio obligaba a que siempre que una llamada de emergencia SOS fuera oída, todas las comunicaciones que no estuviesen relacionadas con la misma debían cesar completamente hasta que el tráfico de emergencia hubiese finalizado. Pero surgía un potencial problema si un buque transmitía una llamada de emergencia: el uso de 500 kHz como una frecuencia común a menudo llevaba a producir grandes congestiones de tráfico de comunicaciones, especialmente alrededor de grandes puertos o en zona de líneas marítimas, tornando posible que la llamada de emergencia se viera ahogada por el manicomio de tráfico comercial en curso. Para poder manejar este problema, el artículo XXXII de las Regulaciones de Servicios especificaban que: «Las estaciones costeras cuando se encuentren dedicadas a la transmisión de extensos radiogramas deberán suspender su transmisión al final de cada período de 15 minutos, manteniéndose en silencio por un período de tres minutos antes de retomar su transmisión.  Las estaciones radioeléctricas costeras y de buques que se encuentren trabajando bajo las condiciones especificadas en el artículo XXXV, párrafo 2,  deberán suspender el trabajo al final de cada período de 15 minutos y efectuar escucha en la onda de 600 m durante un período de tres minutos antes de retomar la transmisión».  Durante el tráfico de emergencia todo el tráfico no relacionado al mismo era desplazado de 500 kHz por lo que entonces las estaciones costeras adyacentes monitoreaban 512 kHz como una frecuencia de llamada adicional para el tráfico ordinario.

## Políticas posteriores
Los períodos de silencio y sus monitoreos fueron prontamente difundidos y estandarizados. Por ejemplo: la Regulación 44 del 27 de julio de 1914 impuesta por las «Leyes de Radiocomunicaciones de los Estados Unidos de Norteamérica» establecía: «El largo de onda internacional es de 600 m, y los operadores de todas las estaciones costeras están obligados, durante las horas de operación de su estación, a realizar ‘escucha’ en intervalos de no más de 15 minutos y por un período de no menos de 2 minutos, con el aparato receptor sintonizado para recibir este largo de onda, con el propósito de determinar si alguna señal o mensaje de emergencia están siendo enviados y establecer si las operaciones de transmisión de la ‘estación receptora’ están causando interferencias a otra comunicación de radio».

## Frecuencias de trabajo
Ajustes internacionales para el uso de 500 kHz fueron especificados en acuerdos posteriores, incluyendo la Conferencia de Radio de Madrid de 1932. En años posteriores, excepto para el tráfico de emergencia, las estaciones se sintonizaban en «frecuencias de trabajo» vecinas (425, 454, 468, 480, y 512 kHz) para intercambiar mensajes una vez que el contacto había sido establecido. Dos veces por cada hora, las estaciones que se encontraban operando en 500 kHz estaban obligadas a mantener un estricto período de silencio de tres minutos comenzando al minuto 15 y al minuto 45 pasada cada hora. 

## Períodos de silencio

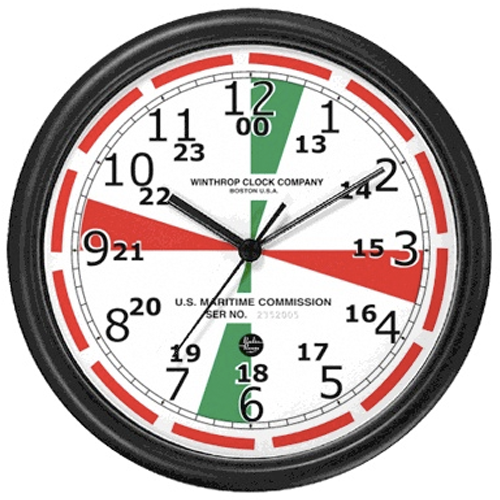
Radio reloj

Como una ayuda visual, un típico reloj en una sala de radio de un buque debía tener los períodos de silencio marcados por un sombreado entre h+15 a h+18 y h+45 a h+48 en color rojo. Sectores similares entre h+00 a h+03 y h+30 a h+33 están marcados en color verde los cuales corresponden al período de silencio de 2182 kHz (NdelT = 2182 era la frecuencia de llamada de emergencia en radiotelefonía en MF bajo el modo SSB). Durante el período de silencio todas las estaciones costeras y las radioestaciones de buques estaban obligadas a monitorear la frecuencia tratando de escuchar cualquier señal de emergencia que pudiera estar siendo emitida. Todos los grandes barcos en navegación debían monitorear 500 kHz todo el tiempo, fuese con un operador con licencia habilitante o por medio de un equipamiento que detectara automáticamente señales de alarma. Las estaciones costeras a través del mundo operaron en esta frecuencia intercambiando mensajes con los barcos y emitiendo partes meteorológicos, avisos de urgencia, avisos de seguridad y otros tipos de anuncios. Por la noche los rangos típicos de alcance de las transmisiones llegaban al orden de las 3000-4000 millas (4500-6500 km). Durante el día los rangos eran mucho más cortos ubicándose en el orden de las 300-1500 millas (500-2500 km). En Terman's Radio Engineering Handbook (1948) se demuestra que  la máxima distancia para 1 kW sobre agua salada serían 1500 millas, y esta distancia estaba rutinariamente cubierta por buques en navegación donde señales procedentes de barcos y estaciones costeras cercanas podían causar congestión tapando débiles señales distantes. Por ello, durante el período de silencio, una señal de emergencia podría ser escuchada más fácilmente a grandes distancias.

## Radioaficionados
Con el tráfico marítimo ampliamente alejado de la banda de 500 kHz, algunos países han dado pasos para destinar la frecuencia de 500 kHz o frecuencias cercanas a ella para el uso de radioaficionados. La Comisión Federal de Comunicaciones de Estados Unidos (FCC) le otorgó a la «American Radio Relay League» (NdelT = «ARRL») una licencia experimental para explorar su utilización en septiembre de 2006 (Revista «QST», diciembre de 2006 página 62). Subsecuentemente el Reino Unido de Gran Bretaña comenzó a otorgar Permisos Especiales de Investigación a aficionados para utilizar 501-504 kHz. En Noruega, la banda de 493-510 kHz fue destinada a los radioaficionados el 6 de noviembre de 2009. Allí está permitida sólo la radiotelegrafía.